# Амфіклія
Амфіклія (грец. Αμφίκλεια) — муніципалітет в Греції, ном Фтіотида, Центральна Греція.
До 1915 року був відомий як Даді (грец. Δαδί). За новим адміністративним поділом 2011 року, входитиме до муніципалітету Амфікілія-Елатія.

## Музей Склавуноса
Георгіос Склавунос — грецький медик, професор Афінського університету, член Афінської академії наук. 28 листопада 2010 року муніципалітет Амфіклія відкрив музей Георгіоса Склавуноса. Відкриття музею та передача його експонатів відбувалось у співпраці з медичним факультетом Афінського університету. Крім того був встановлений бюст науковця, замовлений грецькими медиками, науковцями Афінського університету П. Скандалакісом і Д. Лаппасом.

## Персоналії
- Атанасіос Евтаксіас — прем'єр-міністр Греції.